# Welcome 2 Detroit (J Dilla)
Welcome 2 Detroit è l'album d'esordio del produttore musicale hip hop statunitense J Dilla, pubblicato il 27 febbraio 2001 e distribuito dalla BBE Records.
Il critico Matt Conaway gli assegna tre stelle e mezzo su cinque per Allmusic. Conaway elogia la produzione del «super-produttore» e le performance di Elzhi e di Frank-N-Dank, criticando negativamente quelle di Phat Kat e di Beej e affermando che J Dilla «deve ancora trovare un paroliere capace di valorizzare la sua produzione.»
| Recensione    | Giudizio   |
| ------------- | ---------- |
| AllMusic      | [ 2 ]      |
| The A.V. Club | favorevole |

## Tracce
Musiche di J Dilla, eccetto la traccia 4 prodotta da Karriem Riggins e co-prodotta da J Dilla..
1. Welcome 2 Detroit – 0:49
2. Y'all Ain't Ready – 1:28
3. Think Twice – 3:52
4. The Clapper (featuring Blu) – 2:06
5. Come Get It (featuring Elzhi) – 5:02
6. Pause (featuring Frank-N-Dank) – 2:45
7. B.B.E. (Big Booty Express) – 2:12
8. Beej-N-Dem Pt. 2 (featuring Beej) – 2:49
9. Brazilian Groove (EWF) – 1:30
10. It's Like That (featuring Hodge Podge & Lacks) – 4:05
11. Give It Up – 3:08
12. Rico Suave Bossa Nova – 1:25
13. Featuring Phat Kat (featuring Phat Kat) – 3:43
14. Shake It Down – 2:55
15. African Rhythms – 1:36
16. One – 1:30

Durata totale: 40:55

## Formazione
Crediti adattati secondo Allmusic.
- Peter Adarkwah - produttore esecutivo, direttore del progetto
- Blaine John Beejtar - voce aggiuntiva (traccia 8)
- Blu - voce aggiuntiva (traccia 4)
- eLZhi - voce aggiuntiva (traccia 5)
- Frank-n-Dank - voce aggiuntiva (traccia 6)
- J Dilla - produttore, co-produttore (traccia 4), voce, compositore, ingegnere audio, missaggio, produttore esecutivo
- Lacks - voce aggiuntiva (traccia 10)
- Vincent McDonald - fotografia, lavoro grafico digitale
- Larry Mizell - compositore (traccia 3)
- Plunky Nkabinde - compositore (traccia 15)
- Phat Kat - voce aggiuntiva (traccia 13)
- Karriem Riggins - produttore (traccia 4), batteria (traccia 12), percussioni (traccia 12)